# Ligconcert

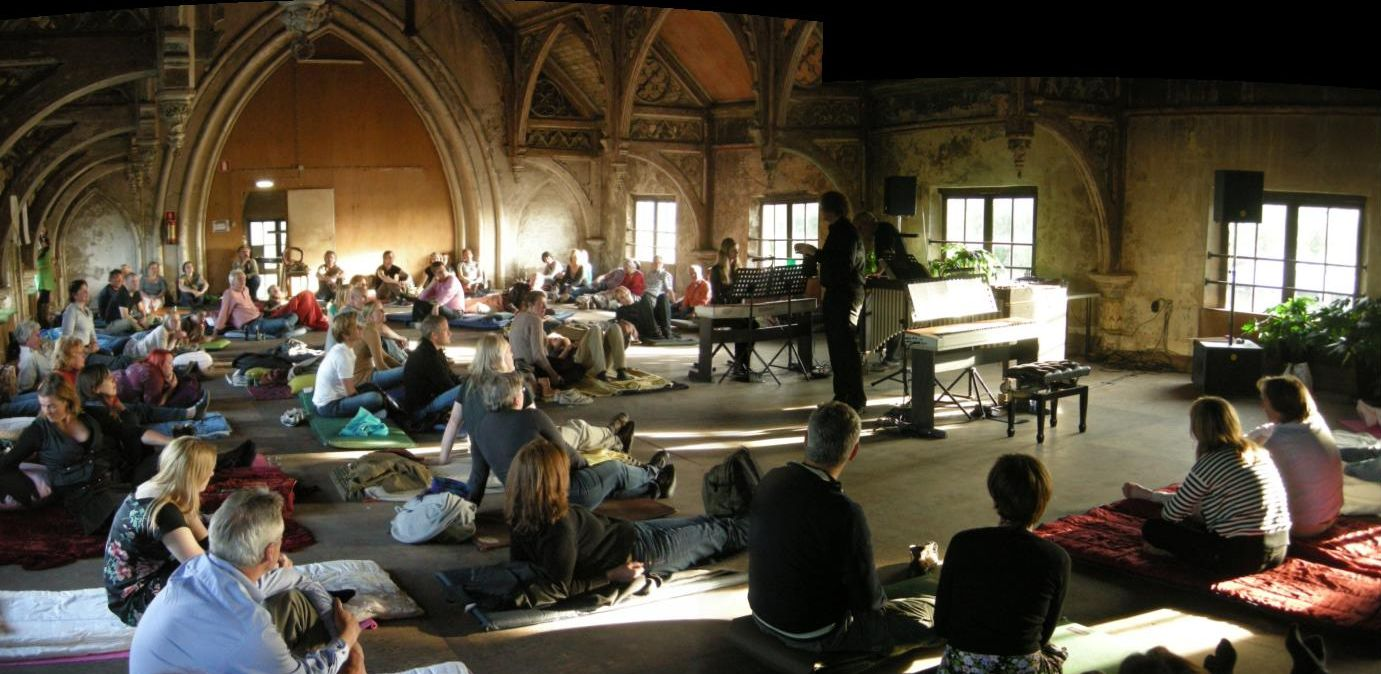
Een ligconcert in de Metaal Kathedraal in De Meern

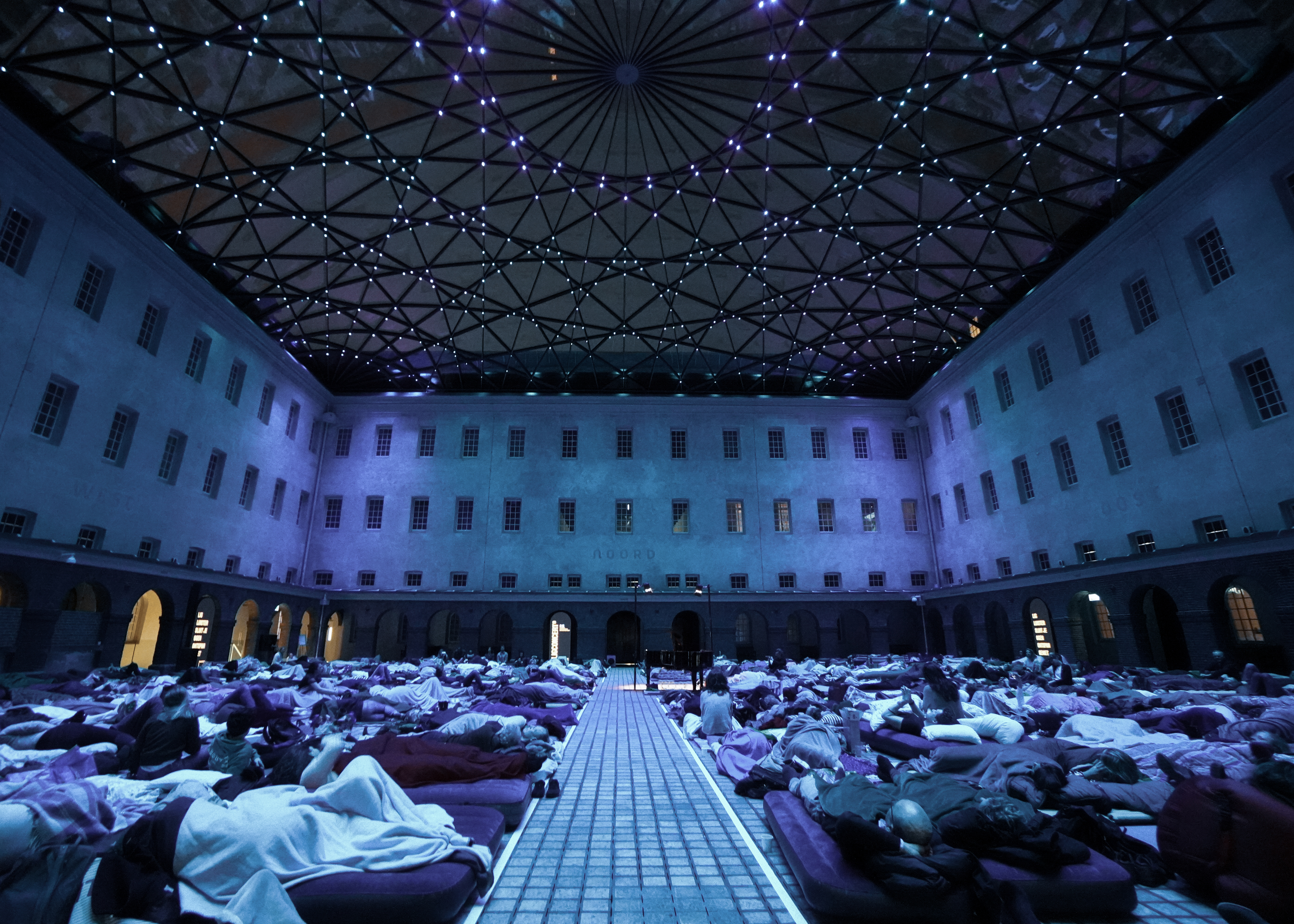
Ligconcert van Theaterkantoor in het Scheepvaartmuseum

Een ligconcert is een muziekvoorstelling tijdens welke het publiek een liggende houding aanneemt. Voor een minimaal comfort ligt men daarbij vaak op een matje, luchtbed, deken of matras en eventueel onder een laken, deken of onder of in een slaapzak. 
Ligconcerten worden in het Westen al sinds de zestiger jaren georganiseerd met klankschalen als een vorm van alternatieve therapie en meditatie. De als rustgevend ervaren klanken van de klankschalen vormen daarbij een compositie die al improviserend ter plaatse ontstaat.

## Ligconcerten in Nederland
In Nederland zijn de ligconcerten door het Theaterkantoor sinds 2015 echt op de kaart gezet. Met keer op keer weer unieke locaties weten zij de bezoeker te verrassen en te verwonderen. Met locaties als het scheepvaartmuseum in Amsterdam, Radio Kootwijk, Koepelgevangenis, Postkantoor Utrecht, Sint Janskerk Maastricht, De Martinikerk, De Nieuewe kerk ik delft en de Werkspoorkathedraal. In 2024 heeft Iris Hond haar ligconcert debuut gemaakt met The Heart Escapes. Ook Bernd van Den Bosch, Joel Siepman, Matteo Myderwyk en Jan Vayne hebben deze concertvorm in combinatie met Het Theaterkantoor omarmt. 
Sinds het begin van de eenentwintigste eeuw worden ligconcerten ook gegeven door met name pianisten. In Nederland zijn Jeroen van Veen en Sandra Mol met vertolkingen van het minimalistische Canto Ostinato van Simeon ten Holt bekend. Hun pianospel wordt regelmatig aangevuld door een organist (Aart Bergwerff), beiaardier(Frank Steijns), harpist (Gwyneth Wentink) of marimbist (Peter Elbertse) of door andere pianisten, zoals Jeroen Riemsdijk, Tamara Rumiantsev, Marcel Bergmann en Elizabeth Bergmann. Hun concerten worden gegeven in schouwburgen, waarbij het publiek tot vlak bij de instrumenten kan liggen, en op alternatieve locaties, tot aan plekken in de openlucht toe, zoals een strandterras (Beachclub Offshore in Bergen aan Zee, tot zijn dood de woonplaats van de componist). Ook andere minimalistische pianowerken zoals van Ludovico Einaudi, Yann Tiersen, Yiruma, Erik Satie, Jeroen van Veen en Philip Glass worden als ligconcert uitgevoerd.

## Ligconcerten in België
Steven Vrancken startte al sinds mei 2008 met piano ligconcerten in België en gaf vandaaruit al ligconcerten in Spanje, Frankrijk, Nederland, Mexico en enkele andere landen. Het is vanuit deze ligconcerten dat zijn eerste piano solo cd 'Into Resonance' (2011) ontstond. Vrancken geeft piano (lig)concerten in concertzalen, culturele centra, kerken, kapellen, huiskamers en in de natuur.